# Formuladeildin 2017
La Formuladeildin 2017 (detta anche Effodeildin per motivi di sponsorizzazione) è stata la 75ª edizione del campionato faroese di calcio. La stagione è iniziata il 12 marzo e si è conclusa il 21 ottobre 2017. Il Víkingur Gøta ha vinto il campionato per la seconda volta nella sua storia.

## Stagione

### Novità
Dopo la stagione 2016 sono state retrocesse in 1. deild il AB Argir e il B68 Toftir. Dalla 1. deild 2016 sono state promosse il 07 Vestur e il TB/FCS/Royn.

### Formula
Le 10 squadre partecipanti si affrontano tre volte, per un totale di 27 giornate.

La squadra campione delle Isole Fær Øer ha il diritto a partecipare alla UEFA Champions League 2018-2019 partendo dal primo turno preliminare.

La vincitrice della Coppa nazionale è ammessa alla UEFA Europa League 2018-2019 partendo dal primo turno preliminare, assieme alle squadre classificate al secondo e terzo posto.

Le ultime due classificate retrocedono direttamente in 1. deild 2018.

## Squadre partecipanti

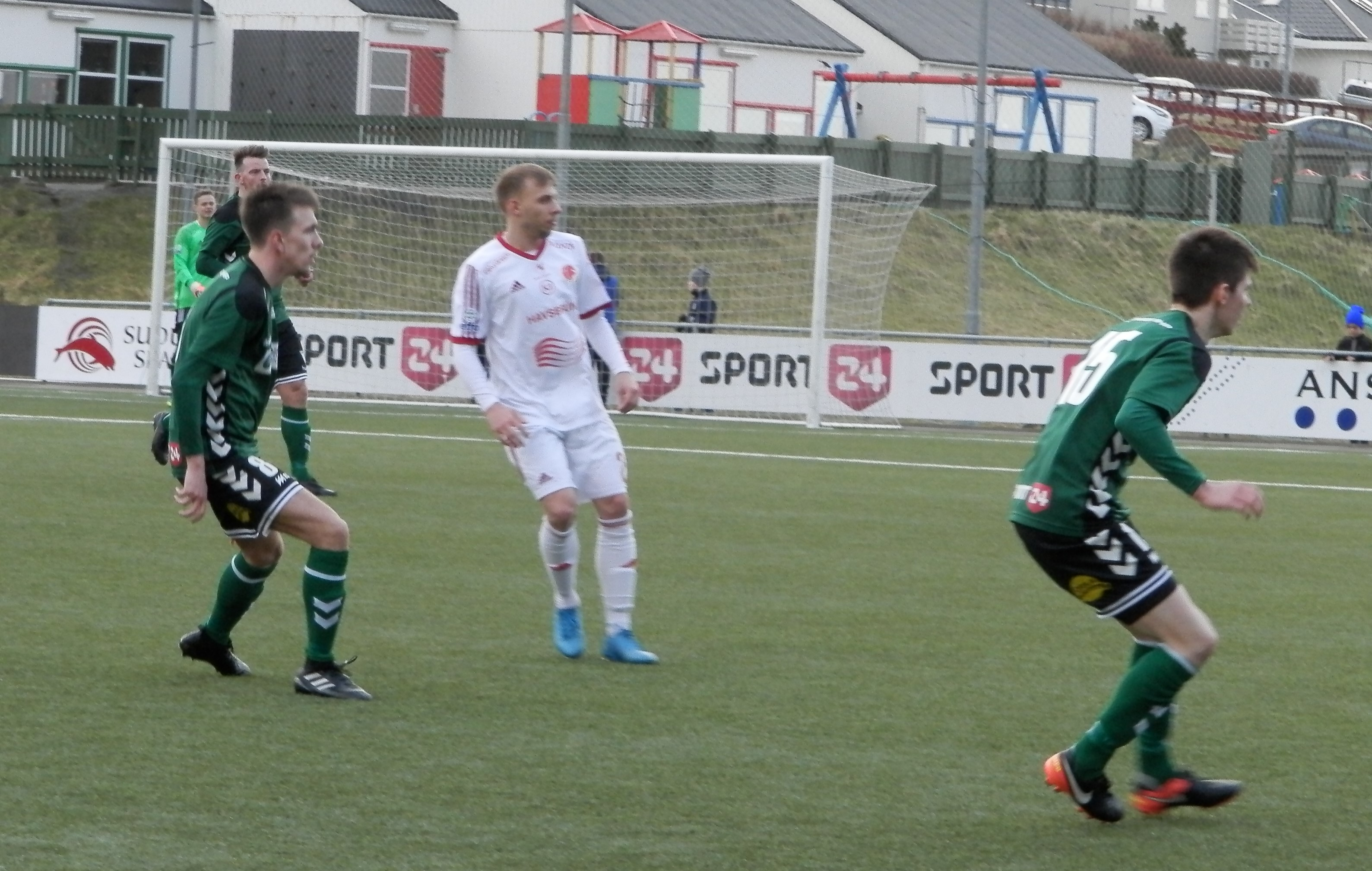
Il Tvøroyrar Bóltfelag/Football Club Suðuroy/Royn Hvalba (in verde) giocano il loro primo incontro nel primo turno di Effodeildin contro l'ÍF Fuglafjørður.

| Club            | Città        | Stadio            | Posizione 2016             |
| --------------- | ------------ | ----------------- | -------------------------- |
| B36 Tórshavn    | Tórshavn     | Stadio Gundadalur | 4º posto in Formuladeildin |
| EB/Streymur     | Eiði         | Stadio Streymnes  | 2º posto in 1. deild       |
| HB Tórshavn     | Tórshavn     | Stadio Gundadalur | 5º posto in Formuladeildin |
| ÍF Fuglafjørður | Fuglafjørður | Fløtugerði        | 6º posto in Formuladeildin |
| KÍ Klaksvík     | Klaksvík     | Djúpumýra         | 2º posto in Formuladeildin |
| NSÍ Runavík     | Runavík      | Stadio Runavík    | 3º posto in Formuladeildin |
| Skála ÍF        | Skáli        | Stadio Skála      | 8º posto in Formuladeildin |
| TB/FCS/Royn     | Trongisvágur | Við Stórá         | 7º posto in Formuladeildin |
| 07 Vestur       | Sandavágur   | á Dungasandi      | 1º posto in 1. deild       |
| Víkingur Gøta   | Norðragøta   | Stadio Serpugerði | Campione faroese           |

## Classifica finale
|                    | Pos. | Squadra         | Pt | G  | V  | N  | P  | GF | GS | DR  |
| ------------------ | ---- | --------------- | -- | -- | -- | -- | -- | -- | -- | --- |
| Fær Øer (bandiera) | 1.   | Víkingur Gøta   | 52 | 27 | 15 | 7  | 5  | 62 | 33 | +29 |
|                    | 2.   | KÍ Klaksvík     | 52 | 27 | 14 | 10 | 3  | 50 | 26 | +24 |
|                    | 3.   | B36 Tórshavn    | 48 | 27 | 13 | 9  | 5  | 62 | 39 | +23 |
|                    | 4.   | NSÍ Runavík     | 46 | 27 | 13 | 7  | 7  | 57 | 35 | +22 |
|                    | 5.   | HB Tórshavn     | 39 | 27 | 10 | 9  | 8  | 43 | 31 | +12 |
|                    | 6.   | Skála ÍF        | 33 | 27 | 8  | 9  | 10 | 31 | 40 | -9  |
|                    | 7.   | EB/Streymur     | 32 | 27 | 9  | 5  | 13 | 34 | 49 | -15 |
|                    | 8.   | TB/FCS/Royn     | 29 | 27 | 8  | 5  | 14 | 31 | 45 | -14 |
|                    | 9.   | 07 Vestur       | 28 | 27 | 8  | 4  | 15 | 37 | 59 | -22 |
|                    | 10.  | ÍF Fuglafjørður | 12 | 27 | 3  | 3  | 21 | 23 | 73 | -50 |

Legenda:
      Campione delle Isole Fær Øer e ammessa alla UEFA Champions League 2018-2019
      Ammesse alla UEFA Europa League 2018-2019
      Retrocesse in 1. deild 2018
Note:
Tre punti a vittoria, uno a pareggio, zero a sconfitta.

## Risultati
|                 | 07V     | B36     | EB      | HB      | ÍF      | KÍ      | NSÍ     | Ská     | TFR     | Vík     |
| --------------- | ------- | ------- | ------- | ------- | ------- | ------- | ------- | ------- | ------- | ------- |
| 07 Vestur       | ––––    | 4-3     | 2-2     | 1-4     | 3-2     | 0-2 1-1 | 0-7 2-3 | 1-1 5-0 | 0-1 3-1 | 2-4     |
| B36 Tórshavn    | 4-0 2-0 | ––––-   | 1-0     | 2-2     | 4-0 4-2 | 1-1 1-3 | 2-2 2-0 | 2-1     | 3-0     | 3-5     |
| EB/Streymur     | 0-2 3-0 | 0-0 1-2 | ––––-   | 1-0 2-1 | 2-4     | 2-1     | 0-3     | 1-2     | 1-0 2-2 | 1-5 0-1 |
| HB Tórshavn     | 2-0 3-0 | 2-2 1-1 | 2-3     | ––––-   | 4-2     | 2-1     | 4-1     | 1-2     | 2-1 3-1 | 2-2 1-2 |
| ÍF Fuglafjørður | 0-1 1-5 | 1-5     | 3-1 1-2 | 0-0 2-1 | ––––-   | 1-4     | 0-3 0-2 | 0-1     | 0-4     | 1-1 1-5 |
| KÍ Klaksvík     | 1-0     | 1-5     | 1-0 6-0 | 1-0 0-0 | 3-1 4-0 | ––––-   | 2-2 3-1 | 0-0     | 4-1     | 1-1     |
| NSÍ Runavík     | 4-0     | 1-1     | 1-1 3-2 | 1-0 2-3 | 3-0     | 2-2     | ––––-   | 1-1 3-4 | 4-0     | 0-1 2-1 |
| Skála ÍF        | 0-1     | 2-2 2-3 | 3-2 1-1 | 0-0 0-0 | 0-0 2-1 | 1-2 1-2 | 2-1     | ––––-   | 2-2     | 1-2     |
| TB/FCS/Royn     | 3-1     | 3-2 0-1 | 1-2     | 0-0     | 2-1 1-0 | 1-2 0-0 | 1-3 0-0 | 2-0 0-2 | ––––-   | 0-3     |
| Víkingur Gøta   | 2-2 3-1 | 1-1 4-2 | 1-2     | 1-3     | 4-0     | 2-2 0-0 | 1-2     | 1-0 4-0 | 3-0 2-3 | ––––-   |

## Statistiche

### Classifica marcatori
| Gol |  |  | Giocatore          | Squadra       |
| --- |  |  | ------------------ | ------------- |
| 17  |  |  | Adeshina Lawal     | Víkingur Gøta |
| 16  |  |  | Patrik Johannesen  | B36 Tórshavn  |
| 16  |  |  | Klæmint Olsen      | NSÍ Runavík   |
| 11  |  |  | Páll Klettskarð    | KÍ Klaksvík   |
| 11  |  |  | Sølvi Vatnhamar    | Víkingur Gøta |
| 10  |  |  | Albert Adu         | KÍ Klaksvík   |
| 10  |  |  | Búi Egilsson       | TB/FCS/Royn   |
| 10  |  |  | Michal Przybylski  | Skála         |
| 10  |  |  | Aleksandar Stankov | HB Tórshavn   |